# Cung điện Shirvanshah
Cung điện của Shirvanshah (tiếng Azerbaijani: Şirvanşahlar Sarayı, tiếng Ba Tư: کاخ شروان‌شاهان) là một cung điện thế kỷ XV được xây dựng bởi các Shirvanshah (những nhà cai trị khu vực Shirvan) được UNESCO công nhận là một trong những viên ngọc của kiến trúc Azerbaijan. Nó nằm trong nội thành Baku cùng với Tháp Maiden và Tường thành Baku tạo thành quần thể di tích lịch sử được UNESCO công nhận là Di sản thế giới. Khu phức hợp chứa tòa nhà chính của cung điện, hầm mộ, Nhà thờ Hồi giáo của nhà vua với một ngọn tháp, lăng mộ giáo sĩ Hồi giáo Seyid Yahya Bakuvi nằm ở phía nam, cổng phía đông, một hồ chứa nước và những tàn tích của một nhà tắm. Trước đó, có một nhà thờ Hồi giáo cổ bên cạnh lăng mộ và những tàn tích của bồn tắm ở phía tây lăng mộ.
Trong quá khứ, cung điện được bao quanh bởi một bức tường có tháp canh và nó đóng vai trò là thành trì bên trong của pháo đài Baku. Mặc dù hiện tại không có dấu vết nào của bức tường này đã tồn tại trên bề mặt. Phần còn lại của nền móng của tháp và tường được kết nối với nó có thể được phân biệt được ở phía bắc kéo sang phía đông của cung điện.
Không có chữ khắc nào tồn tại trên chính điện. Vì vậy, thời gian xây dựng của nó được xác định bởi những ngày trong các chữ khắc trên các di tích kiến trúc liền kề, đề cập đến cấu trúc phức tạp của cung điện. Hai dòng chữ khắc đó tại mộ và tháp của nhà thờ Hồi giáo. Có một dòng là tên của người cai trị đã ra lệnh xây dựng những tòa nhà này trong cả hai dòng chữ khắc là Shirvan Khalil I (năm cai trị 1417–1462). Thời gian xây dựng là năm 839 (tức 1435-36) đã được khắc trên lang mộ, 845 (1441-42) trên tháp của nhà thờ Hồi giáo.